# LA 탈출
《LA 탈출》(영어: Escape From L.A., 화면상에는 영어: John Carpenter's Escape from L.A.로 표기)은 미국에서 제작된 존 카펜터 감독의 1996년 종말물 액션 영화이다. 커트 러셀 등이 출연하였고, 데브라 힐 등이 제작에 참여하였다. 《뉴욕 탈출》(1981)의 속편이다.

## 출연
- 커트 러셀
- 스티브 부세미
- 피터 폰다
- 조르주 코라파스
- 스테이시 키치
- 팸 그리어
- 클리프 로버트슨
- 발레리아 골리노
- A. J. 랭어
- 브루스 캠벨
- 미셸 포브스
- 피터 제이슨
- 폴 바텔
- 제프 이마다
- 브레킨 마이어
- 로버트 캐러딘
- 릴런드 오서

## 기타 제작진
- 배역: 캐리 프레이저
- 미술: 로런스 G. 폴
- 의상: 로빈 미셸 부시